# 비토리토
비토리토(이탈리아어: Vittorito)는 이탈리아 아브루초주 라퀼라도에 있는 코무네이다.